# جيل بريثويت
جيل بريثويت (بالإنجليزية: Jill Braithwaite)‏ هي عالمة آثار بريطانية، ولدت في 15 سبتمبر 1937، وتوفيت في 10 نوفمبر 2008.